# River Point
River Point ist ein Wolkenkratzer an der 200 North Riverside Plaza in Chicago, US-Bundesstaat Illinois.
Erste Planungen für das Bauwerk wurden bereits im Jahr 2008 präsentiert, die Bauarbeiten des vom Architekturbüro Pickard Chilton entworfenen Hochhauses begannen 2013. Die Fertigstellung fand im Jahr 2017 statt. Das 52 Etagen zählende Gebäude ist 223 Meter hoch. Auf den 97.000 Quadratmetern, sind ausschließlich Büroräume für bis zu 3400 Angestellte vorhanden. Das Design des Wolkenkratzers zeichnet sich durch einen ovalen Grundriss und ein eingelassenes Dach aus. Die Fassade ist komplett mit Glas verkleidet werden. Um das Gebäude herum ist der Bau einer Grünanlage vorgesehen.